# Bahía Sulzberger
La bahía Sulzberger (77°0′S 152°0′O / -77.000, -152.000 ) es una bahía entre las islas Fisher y Vollmer, a lo largo de la costa de la península de Eduardo VII. Descubierta por la Expedición de Byrd el 5 de diciembre de 1929, y nombrada en honor a Arthur H. Sulzberger, editor de The New York Times, un seguidor de las expediciones de 1928-1930 y 1933-1935.
La bahía Sulzberger se sitúa enfrente de la Barrera de hielo Sulzberger (77°0′S 148°0′O / -77.000, -148.000), una balda de hielo de aproximadamente 137 km y 80 km de ancho limítrofe a la costa de la Tierra de Marie Byrd entre la península de Eduardo VII y la isla Guest. La plataforma de hielo fue observada y cartografiada por la expedición de Byrd (1928-1930).
La cuenca Sulzberger (77°0′S 152°30′O / -77.000, -152.500) es una cuenca submarina en la plataforma central de Ross.

## Formación del iceberg

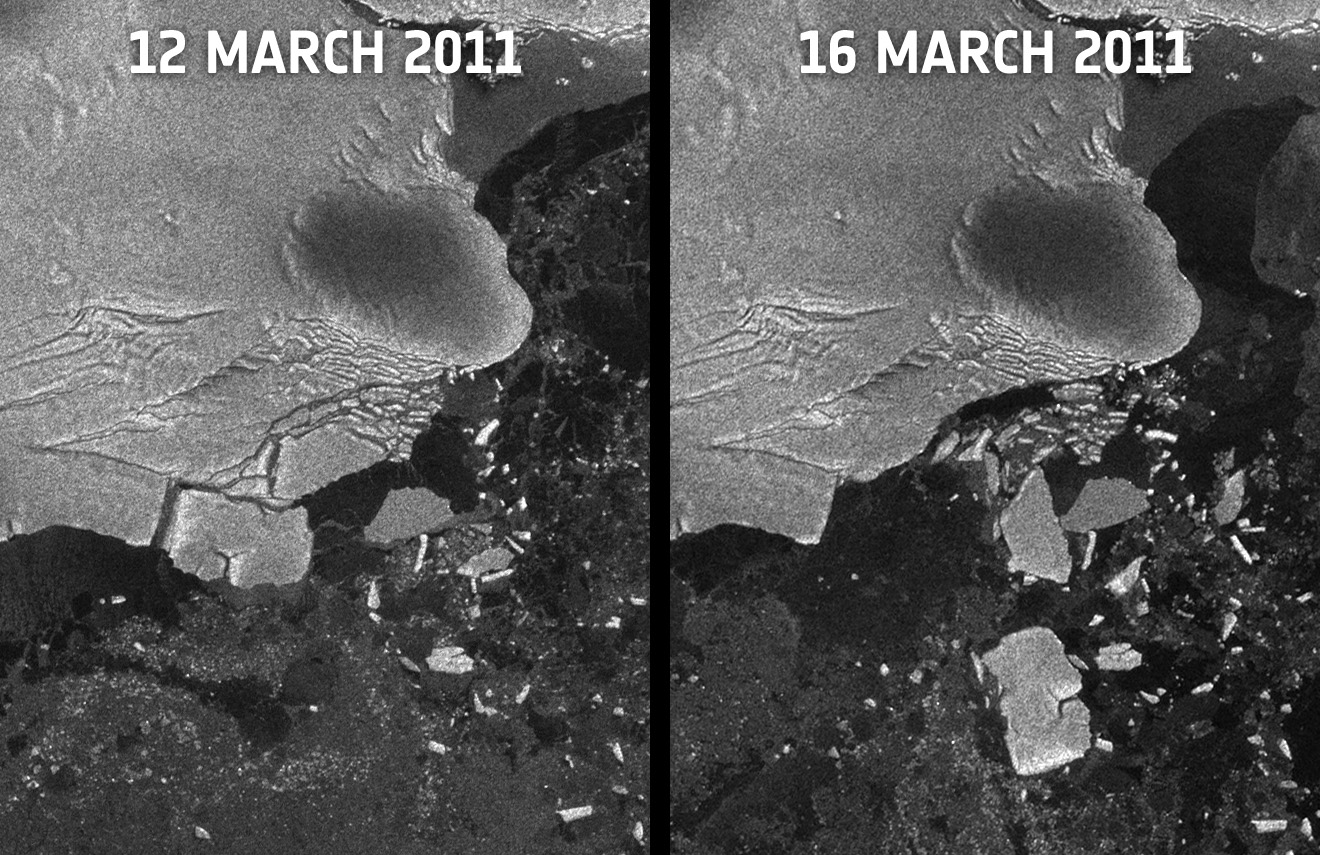
Vista satélite del iceberg formado.

La plataforma de hielo liberó icebergs después del terremoto y tsunami de Japón de 2011. Los científicos han conectado el desprendimiento de hielo al tsunami que llegó hasta la plataforma de hielo a unos 13 600 km del epicentro de terremoto. El iceberg principal tenía aproximadamente una superficie similar a la de la isla de Manhattan. En total, los icebergs desprendidos de la plataforma tienen un área de unos 125 km². Esta sección de la plataforma no se había movido desde 1946.